# Palenzuela
Palenzuela est une commune d'Espagne de la province de Palencia dans la communauté autonome de Castille-et-León. Elle fait partie de la comarque naturelle d'El Cerrato.

## Personnalités célèbres
- Juan Alfonso Curiel (? - 1609), homme d'église et théologien du XVIe siècle.